# Ključ Brdovečki
Ključ Brdovečki – wieś w Chorwacji, w żupanii zagrzebskiej, w gminie Brdovec. W 2011 roku liczyła 604 mieszkańców.